# Ebenus cretica
Ebenus cretica (del inglés Cretan ebony ), conocido también como  ébano de Creta, es un pequeño arbusto leguminoso de la familia Fabaceae (Leguminosas), que son 6 especies de arbustos.

## Descripción
Ebenus cretica es un arbusto perennifolios de una altura de 50 cm. Esta planta perenne tiene hojas pubescentes compuestas de flores de color rosa brillante o púrpura, de un tamaño de entre 5 a 20 centímentros de largo por cada hoja, que son velludas y compuestas por 3 o 5 lóbulos de forma elíptica terminada en punta.
El Ébano de Creta se propaga a partir de semillas sembradas en primavera en semillero con sustrato arenoso y mediante esquejes realizados a finales de verano.
Además,son plantas resistentes a las plagas pero sensibles al exceso de humedad, que provoca enfermedades fúngicas (hongos). Estas flores florecen desde finales de marzo hasta junio.

## Distribución
Esta especie es originaria de la isla mediterránea de Creta . Crece en laderas rocosas o en acantilados escarpados, a una altitud de hasta 600 metros sobre el nivel del mar. Están en grietas de acantilados de piedra caliza en gargantas, a veces en gregarias, como constituyentes de vegetación arbustiva seca y abierta en laderas rocosas, moderadamente pastoreadas y terraplenes de carreteras. 0-600(-1100) metros.